# Пјеве А Боцоне
Пјеве А Боцоне је насеље у Италији у округу Сијена, региону Тоскана.
Према процени из 2011. у насељу је живело 28 становника. Насеље се налази на надморској висини од 222 м.